# Darkest Dungeon II
Darkest Dungeon II est un jeu vidéo de rôle développé et édité par Red Hook Studios. Il s'agit de la suite de Darkest Dungeon.
Le jeu est sorti en accès anticipé sur Microsoft Windows le 26 octobre 2021, puis en version finale le 8 mai 2023, et sur consoles le 15 juillet 2024.

## Synopsis
Un groupe de guerriers doit arrêter l’apocalypse[source insuffisante].

## Développement

### Sortie
Darkest Dungeon 2 est sorti en accès anticipé sur l'Epic Games Store le 26 octobre 2021. Celui-ci prend fin le 8 mai 2023 pour la sortie officielle du jeu.
Le titre débarque le 15 juillet 2024 sur PlayStation 4, PlayStation 5, Xbox One, Xbox Series et Nintendo Switch,.

## Accueil

### Ventes
Moins de 24 heures après sa sortie, Darkest Dungeon 2 s'est déjà écoulé à plus de 100 000 exemplaires,. Durant sa période d'accès anticipé, le titre séduit plus de 270 000 joueurs. Le 16 mai 2023, une semaine après être sorti, le studio canadien annonce que son jeu vient de passer le cap des 500 000 ventes.